# 阿梅诺
阿梅诺（義大利語：Ameno），是意大利诺瓦拉省的一个市镇。总面积10平方公里，人口897人，人口密度89.7人/平方公里（2009年）。ISTAT代码为003002。